# ديفيد أور
ديفيد أور (بالإنجليزية: David Orr)‏ هو صحفي أمريكي، ولد في 1974.